# Heeslingen
Heeslingen is een gemeente in de Duitse deelstaat Nedersaksen. De gemeente maakt deel uit van de Samtgemeinde Zeven in het Landkreis Rotenburg (Wümme).
Heeslingen, dat door de inwoners Heeßel wordt genoemd,  telt 4.849 inwoners.

## Gemeente-indeling
- Heeslingen
- Boitzen
- Freyersen
- Meinstedt
- Sassenholz
- Steddorf
- Weertzen
- Wense (ca. 350 inw.)
- Wiersdorf
- Osterheeslingen.

## Ligging en infrastructuur
De gemeente ligt aan de bovenloop van de Oste in een gebied vol natuurschoon. Het hoofddorp Heeslingen ligt aan de provinciale weg Buxtehude- Ahlerstedt- Zeven. Heeslingen ligt 4 km ten oosten van de stad Zeven. 
Heeslingen heeft een stationnetje aan het -in de jaren 2016-2018 opgeknapte- goederenspoorlijntje Zeven-Tostedt.

## Economie
De gemeente wordt gekenmerkt door boerenland. Vooral de veeteelt is van belang. Hiermee in nauw verband staat de vestiging in Heeslingen van Fricke. Dit bedrijf met wereldwijd tientallen vestigingen, ook in Nederland en België, en enige duizenden medewerkers  heeft in Heeslingen zijn hoofdkantoor en een grote werkplaats en opslaghal. Fricke handelt o.a. in land- en tuinbouwmachines en -voertuigen, en produceert daar in licentie zelf reserveonderdelen voor.

## Geschiedenis
Heeslingens ligging in een klein, vruchtbaar gebied te midden van hoogveenmoerassen maakte het al in oude tijden tot een geliefde uitwijkplaats voor mensen van elders, als deze oorlogsgeweld te vrezen hadden.
Het dorpje Wense is een belangrijke plek voor archeologen. Zowel uit de Midden-Steentijd, de Jonge Steentijd, de Bronstijd ( 44 grafheuvels) als de IJzertijd zijn daar sporen van menselijke activiteit aangetroffen.
Van 961 tot 1141 bevond zich in Heeslingen een belangrijk klooster; de huidige kerk is daarvan een restant. Het klooster verhuisde in 1141 naar het naburige Zeven. Heeslingen, dat al in 1038 marktrecht verkreeg, heeft mogelijk als uitwijkplaats gediend voor mensen uit Hamburg, in tijden dat die stad door de Vikingen of de Abodrieten werd bedreigd.

## Bezienswaardigheden
- De in 961 gebouwde St.Vituskerk te Heeslingen
- Heimathaus (dorpsmuseum) Heeslingen, gevestigd in een eeuwenoude vakwerkboerderij

## Afbeeldingen

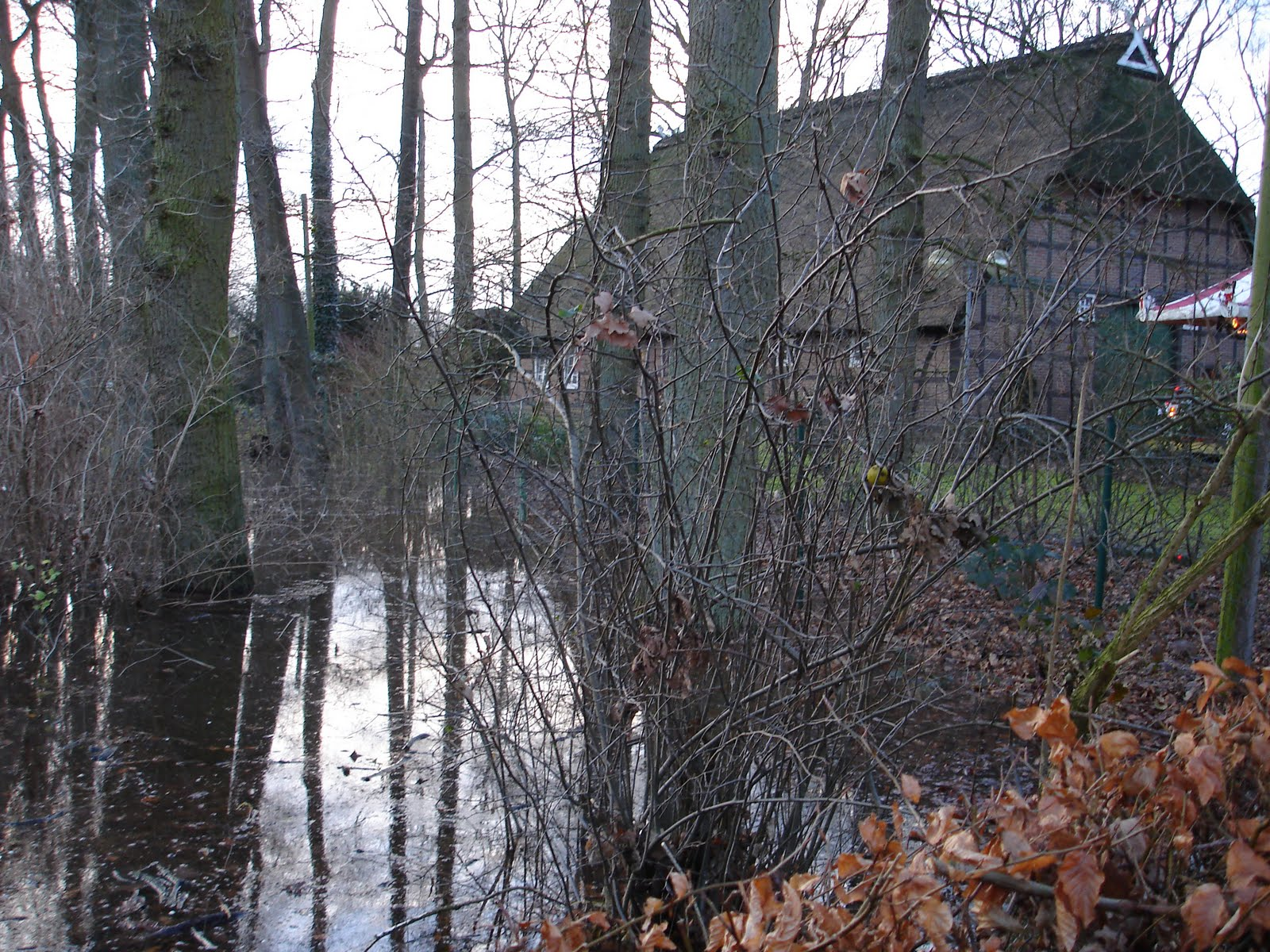
Heimathaus (dorpsmuseum) Heeslingen
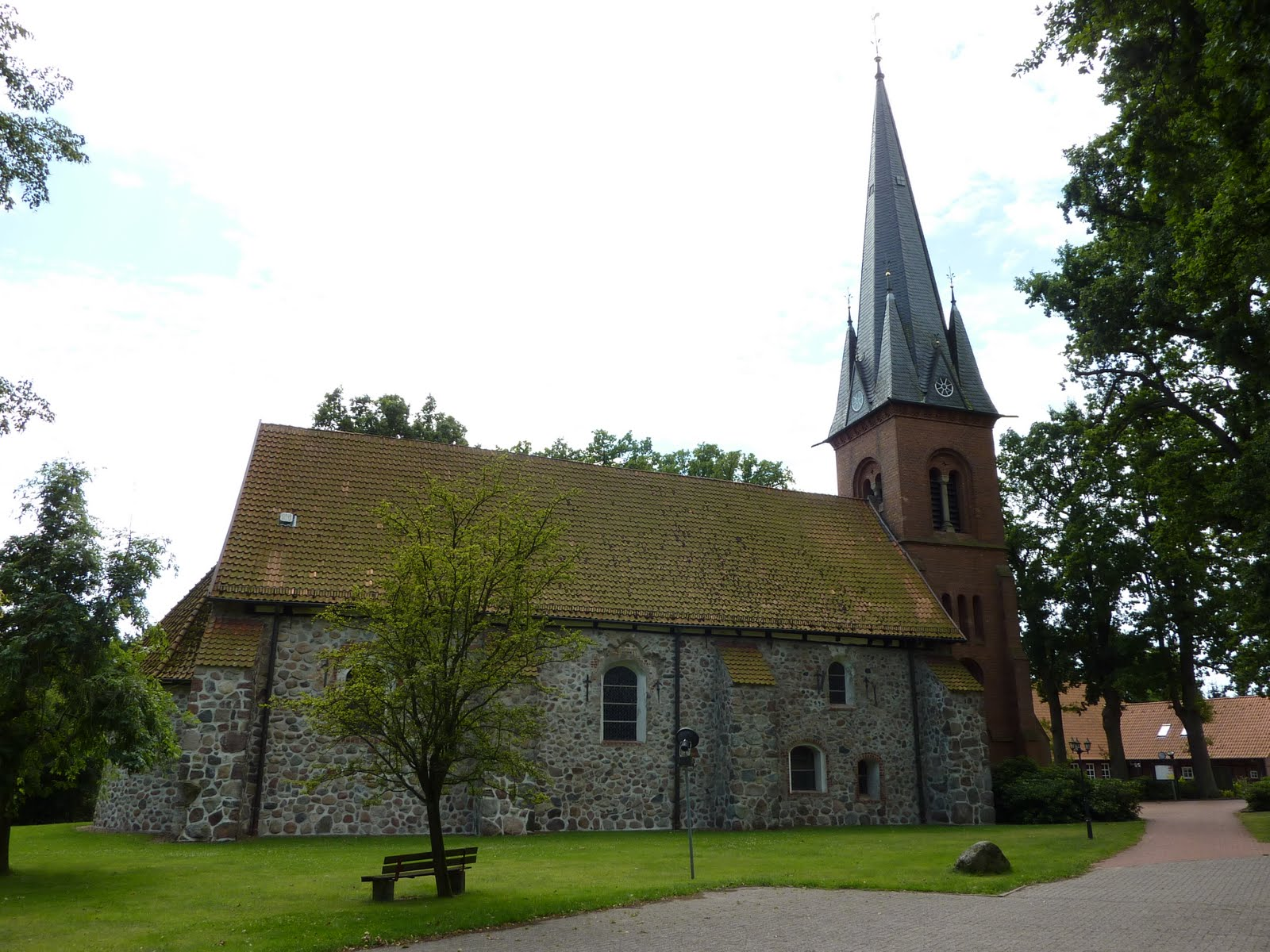
Heeslingen, St.-Vituskerk

## Belangrijke personen in relatie tot de gemeente

### Geboren
- Philipp Bargfrede (*1989 te Zeven) profvoetballer, woonde en voetbalde tot zijn vijftiende jaar in Heeslingen. Ook zijn vader Hans-Jürgen (*1959 te Zeven) was profvoetballer (middenvelder) en ook voetbaltrainer van de plaatselijke amateurclub te Heeslingen, maar als voetballer juist iets minder talentvol dan Philipp.

- Gemeinsame Normdatei: 4023967-6
- Virtual International Authority File: 240315941

Ahausen · 
Alfstedt · 
Anderlingen · 
Basdahl · 
Bötersen · 
Bothel · 
Breddorf · 
Bremervörde · 
Brockel · 
Bülstedt · 
Deinstedt · 
Ebersdorf · 
Elsdorf · 
Farven · 
Fintel · 
Gnarrenburg · 
Groß Meckelsen · 
Gyhum · 
Hamersen · 
Hassendorf · 
Heeslingen · 
Hellwege · 
Helvesiek · 
Hemsbünde · 
Hemslingen · 
Hepstedt · 
Hipstedt · 
Horstedt · 
Kalbe · 
Kirchtimke · 
Kirchwalsede · 
Klein Meckelsen · 
Lauenbrück · 
Lengenbostel · 
Oerel · 
Ostereistedt · 
Reeßum · 
Rhade · 
Rotenburg · 
Sandbostel · 
Scheeßel · 
Seedorf · 
Selsingen · 
Sittensen · 
Sottrum · 
Stemmen · 
Tarmstedt · 
Tiste · 
Vahlde · 
Vierden · 
Visselhövede · 
Vorwerk · 
Westertimke · 
Westerwalsede · 
Wilstedt · 
Wohnste · 
Zeven